# Adrian Hsia
Adrian Hsia (în chineză: 夏瑞春; pinyin: Xià Ruìchūn; n. 25 noiembrie 1938, Chongqing, Szechwan⁠(d), Republica Chineză – d. 22 noiembrie 2010, Montréal, provincia Québec, Canada) a fost un cercetător literar, germanist și anglicist chinez, care a cercetat în special relațiile interculturale și procesele de transfer cultural în literatura din China și din Europa.

## Biografie
După ce a urmat studii la Chongqing, Hong Kong și Jakarta (Indonezia), Adrian Hsia a început să studieze începând din 1957 literatura engleză și germană, sociologia și sinologia la Universitatea din Köln (Germania). În anul 1962 el și-a continuat studiile la Universitatea Liberă din Berlin, unde, în 1965, a obținut doctoratul în filologie cu o teză despre povestirile lui D. H. Lawrence. A urmat apoi un an de studiu la Basel. După trei ani ca lector de limbile germană și engleză la Universitatea din Köln, s-a transferat în 1968 la Universitatea McGill din Montreal, unde a predat din 1998, ca profesor la Institutul de Studii Germane, până în 2007, când s-a pensionat. S-a îmbolnăvit și a murit neașteptat în noiembrie 2010, la Montreal.

## Domenii de cercetare

### Revoluția Culturală Chineză
În prima publicație științifică după doctorat a lui Hsia, Die Chinesische Kulturrevolution (1971), el a prezentat evoluțiile sociale și politice din patria sa din cea de-a doua jumătate a anilor 1960. Acolo a abordat momentele și cauzele declanșării revoluției culturale, precum și contradicțiile în interpretarea bazele ideologice ale evoluției comunismului. El a cercetat rolul diferiților protagoniști ai acelor timpuri precum conducătorii Partidului Comunist, tinerii, Gărzile Roșii, muncitorii,  țăranii și intelectualii. El a analizat importanța ideologiei dominante, maoismul, ca bază a Revoluției Culturale. Chinesische Kulturrevolution continuă să fie una dintre lucrările standard pentru o înțelegere în profunzime a acestei perioade, care caracterizează Republica Populară Chineză până în prezent, deși, la momentul publicării, Revoluția Culturală tocmai atinsese apogeul.

### Hermann Hesse și China
În importanta sa lucrare, „Hermann Hesse und China” (1974), Hsia a arătat modul în care filozofia chineză a influențat gândirea sa și opera sa literară, exemplificând aceste influențe în scrierile Damien, Siddhartha, Lupul de stepă, Narziss și Goldmund și Jocul cu mărgele de sticlă. În prima parte a cărții, Hsia prezintă modul în care Hesse, fiu al unui misionar protestant dintr-un orășel idilic din Baden, a descoperit filozofia chineză înainte de 1911 atunci când, împreună cu un prieten, a călătorit în India și a cunoscut sfera culturii asiatică. Este clar, totuși, că imaginea Chinei din scrierile lui Hesse este foarte distorsionată, deoarece el a întâlnit în călătoria sa numai chinezi plecați din țară care încercau să păstreze un nivel de cultură chineză, care probabil că nu exista nicăieri în China în acele timpuri. Hsia a evidențiat faptul că Hesse a găsit în filozofia chineză ceea ce nu găsise în filozofia indiană. Hsia a atribuit această opinie faptului că percepția filozofiei chineze de către scriitorul german era doar cea a unui consumator de cultură și îi lipsea o înțelegere critică. Hsia a continuat să descrie evoluția explorării de către Hesse a filozofiei chineze, de la entuziasmul inițial pentru budism până la orientarea sa către confucianism. În a doua parte, Hsia a analizat modul în care Hesse și-a folosit cunoștințele de filozofie chineză dobândite în lucrările sale literare. În acest fel, Hsia a analizat fiecare dintre lucrările lui Hesse, în care a descoperit elemente ale filosofiei chineze. Această activitate a presupus numeroase colaborări și proiecte științifice derulate în cooperare. În ediția a II-a, extinsă, din anul 2002, Hsia a adăugat un capitol despre receptarea operei lui Hesse în Taiwan pentru a completa opinia critică a publicului cititor chinez. În același an, el a fost membru fondator al Hermann-Hesse-Gesellschaft e. V. din Calw, în a cărei revistă a publicat ulterior mai multe articole.

### Imaginea Chinei în literatura europeană
În anii 1980 și 1990 Hsia și-a extins domeniul său de cercetare pentru întreaga literatură engleză și central-europeană și a studiat modul în care China a fost reflectată ca un fenomen cultural în literatura europeană. În acest proces, el a înțeles că au existat de-a lungul secolelor mai multe schimbări importante în ceea ce privește imaginea Chinei în lucrările marilor scriitori din Europa, de la Johann Wolfgang von Goethe prin Hegel și Kant către scriitorii din secolul al XX-lea precum Hesse și Kafka. Hsia a pornit în cercetarea sa de la piesa de teatru chineză Zhao shi gu'er de da baochou 赵氏孤儿的大报仇 (Marea răzbunare a copilului orfan al familiei Zhao) din perioada domniei dinastiei Yuan în China. El a urmărit cum piesa a fost adaptată de mai multe ori în Europa și mutată, prin urmare, în alte locații, din China lui Voltaire în 1753, în India lui Christoph Martin Wieland în 1772 până în Grecia în drama neterminată „Elpenor” a lui Goethe din 1783. A devenit din ce în ce clar pentru Hsia că imaginile în care autorii europeni au descris China, fie ele pozitive sau negative, aveau puține lucruri în comun cu China adevărată din vremea lor și China reprezenta mai degrabă o proiecție a propriilor lor idealuri și o critică a propriei lor societăți și, astfel, servea ca un mijloc de autoreflecție. Generalitatea tuturor descrierilor Chinei, afirmă Hsia, arată că o astfel de China nu a existat în realitate, iar descrierile reprezentau doar elemente ale unei construcții sau viziuni culturale ale Chinei. Pentru a ilustra diferența dintre China reală și imaginea Chinei din scrierile europene, el a rezumat aceste reprezentări culturale europene ale Chinei prin termenul „sinismus” (sau „sinism” în limba engleză). El a întemeiat definirea termenului „sinismus” pe orientalism, arătând că imaginea Chinei a fost combinată cu imagini generale ale Orientului, rezultând un amestec de culturi cărora le-au fost atribuite trăsături similare care nu există în fapt deoarece Orientul este pur și simplu o „non-identitate”. Pentru a scoate imaginea reală a Chinei din aceste reprezentări, el a introdus termenul „Chinesien” (sau „Chinesia” în limba engleză), pentru a arăta cât de arbitrară este imaginea Chinei din literatura europeană. Europa a fost influențată, în multe privințe, mai ales în timpul Iluminismului, de aceste imagini ale Chinei. Hsia a fost de părere că istoria culturală europeană modernă ar fi de neconceput fără existența unei raportări la o Chină reală sau fictivă. Pentru a oferi cititorilor o impresie de ansamblu a acestor influențe Hsia a publicat în 2010 lucrarea China-Bilder in der europäischen Literatur, o operă științifică într-un singur volum în care a compilat rezultatele tuturor publicațiilor europene în limbile engleză și germană ce prezentau o imagine a Chinei.

## Lucrări (selecție)
- D. H. Lawrence, Die Charaktere seiner Kurzgeschichten in Handlung und Spannung. (disertație la Universitatea din Köln, 1965), Bouvier, Köln 1968.
- Die Chinesische Kulturrevolution. Zur Entwicklung der Widersprüche in der chinesischen Gesellschaft. Luchterhand, Neuwied und Berlin 1971.
- Hermann Hesse und China. Darstellung, Materialien und Interpretationen. Frankfurt/Main: Suhrkamp, 1974.
- [ed.] Hermann Hesse im Spiegel der zeitgenössischen Kritik. Bern und München: Francke, 1975.
- [ed.] Hermann Hesse Heute. Bonn: Bouvier, 1980.
- [ed.] Deutsche Denker über China. Frankfurt am Main: Insel, 1985.
- [ed.] Kafka and China. Bern u. a.: Peter Lang, 1996.
- Chinesia: The European Construction of China in the Literature of the 17th and 18th Centuries. Communicatio, Studien zur Europäischen Literatur und Kulturgeschichte 16. Tübingen: Niemayer, 1998.
- [ed.] The Vision of China in the English Literature of the 17th and 18th Centuries. Hongkong: The Chinese University Press, 1998.
- China-Bilder in der europäischen Literatur. Würzburg: Königshausen & Neumann, 2010.